# 베르겐 공항

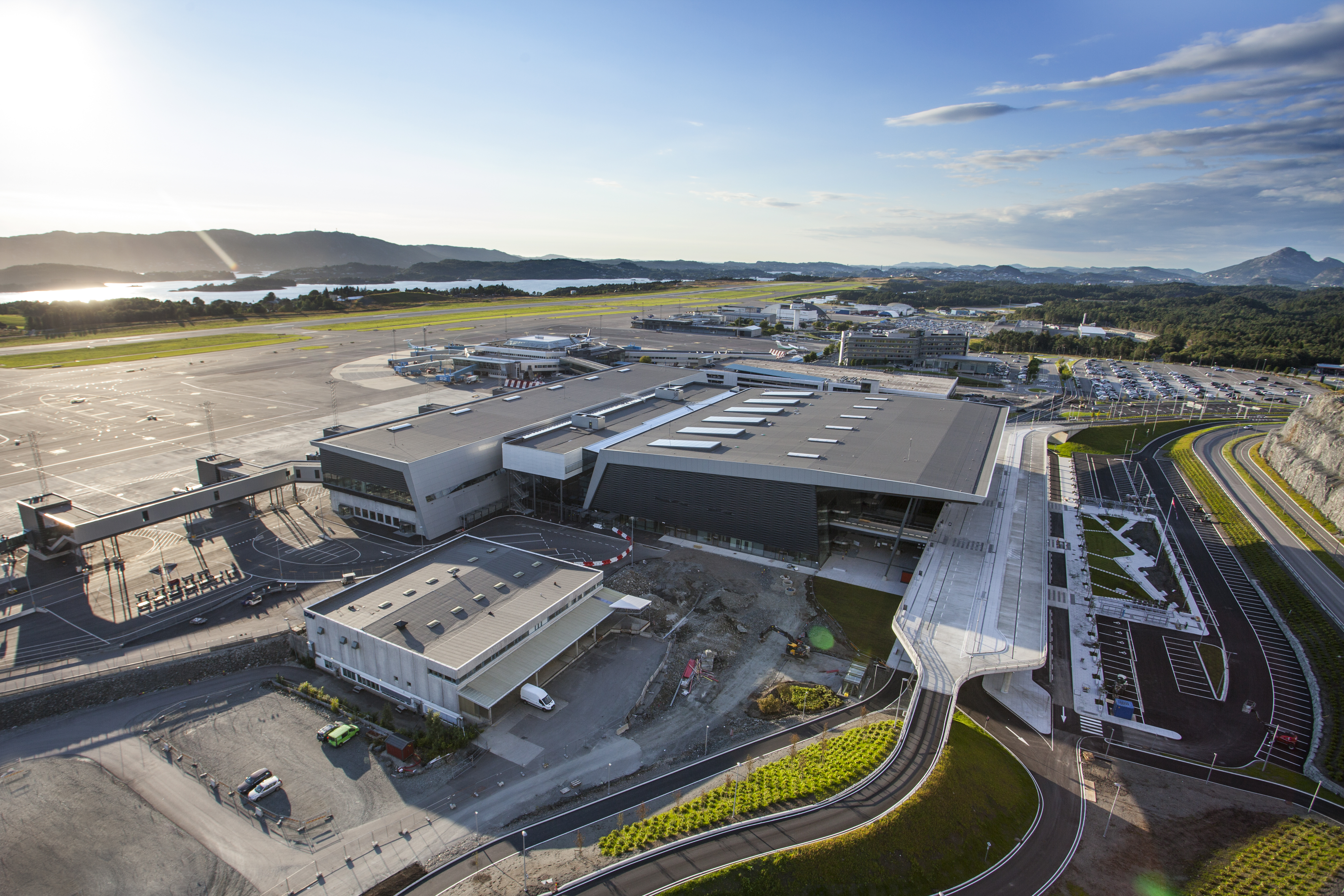

베르겐 공항(Bergen Airport, Flesland, Bergen lufthavn, Flesland, IATA: BGO, ICAO: ENBR, 다른 이름: 베르겐 플레스랜드 공항/Bergen Flesland Airport, 플레스랜드 공항/Flesland Airport)은 노르웨이 베스틀란주 베르겐의 도시 플레스랜드에 위치한 국제공항이다. 1955년 개항한 이 공항은 노르웨이에서 2번째로 분주한 공항으로, 2018년 기준 이용 승객 수는 6,306,623명이다. 플레스란드 공항은 베스틀란주 소유 아비노르(Avinor)에 의해 운영되고 있다. 1999년까지 노르웨이 공군의 플레스란드 비행장이 이 공항에 공동으로 위치하였다.